# Liste des partis politiques en Tchéquie

## Partis actuels
Partis représentés au parlement (chambre des députés et Sénat) :
|  | Partis | Dirigeants               | Idéologie                                  | Affiliation européenne |
|  | --- | ------------------------ | ------------------------------------------ | ---------------------- |
|  | ANO 2011 (ANO) ANO 2011 | Andrej Babiš             | Libéral-conservatisme Populisme            | ALDE                   |
|  | Parti démocratique civique (ODS) Občanská demokratická strana                                                                       | Petr Fiala               | Libéral-conservatisme                      | PCRE                   |
|  | Maires et Indépendants (STAN) Starostové a nezávislí                                                                                | Vít Rakušan              | Localisme Libéralisme                      | PPE                    |
|  | Union chrétienne démocrate – Parti populaire tchécoslovaque (KDU-ČSL) Křesťanská a demokratická unie - Československá strana lidová | Marian Jurečka           | Démocratie chrétienne Conservatisme social | PPE                    |
|  | Liberté et démocratie directe (SPD) Svoboda a přímá demokracie                                                                      | Tomio Okamura            | Populisme de droite                        | PID                    |
|  | TOP 09 Tradice, Odpovědnost, Prosperita 09                                                                                          | Markéta Pekarová Adamová | Conservatisme Europhilie                   | PPE                    |
|  | Parti pirate tchèque (Piráti) Česká pirátská strana                                                                                 | Ivan Bartoš              | Social-liberalisme                         | PPEU                   |
|  | Sénateur 21 (SEN 21) Senàtor 21 | Václav Láska             | Liberalisme                                |                        |
|  | Parti social-démocrate tchèque (ČSSD) Česká strana sociálně demokratická                                                            | Michal Šmarda            | Social-démocratie                          | PSE                    |

Ensemble regroupe l'ODS, le KDU-ČSL et TOP 09, tandis que Pirates et maires regroupe le parti pirate et le STAN. Ces deux coalitions sont alliées au gouvernement.
Autres partis :
- Affaires publiques
- Alliance civique démocratique
- Démocrates européen
- Démocrates indépendants
- Ordre de la Nation, anciennement LIDEM – Libéraux démocrates
- Moravané, fondé en 2005 par la fusion de plusieurs partis, dont Parti démocratique morave
- Parti communiste de Bohême et Moravie (KSČM)
- Parti démocrate européen
- Parti des droits civiques
- Parti du socialisme démocratique
- Parti national social tchèque
- Parti national socialiste tchèque
- Parti ouvrier
- Politika 21
- Union des indépendants

## Anciens partis
- Parti national (2002-2013)
- Chemin du changement (2001-2009)
- Parti communiste tchécoslovaque (1921-1992), parti unique de la République socialiste tchécoslovaque de 1948 à 1989.
- Parti des jeunes Tchèques (1874-1914)
- Parti ouvrier allemand (1904-1926)
- Union de la liberté-Union démocratique (1998-2011)